# A33 road
Die A33 road (englisch für Straße A33) ist eine insgesamt 89 km lange, teilweise durch den M3 motorway ersetzte, nur auf den Abschnitten von Reading nach Basingstoke und im Endabschnitt in Southampton als Primary route ausgewiesene Straße in England, deren nördlicher Abschnitt von Reading nach Basingstoke führt. Der zweite Abschnitt beginnt bei Popham rund 11 km südwestlich von Basingstoke am Übergang der A30 road in die A303 road und folgt unter Benutzung der Trasse der alten Römerstraße von dort an dem M3 motorway bis an den Stadtrand von Winchester. Der kurze dritte Abschnitt beginnt an der Verzweigung des M3 mit dem M27 motorway, führt von dort nach Süden, knickt schließlich nach Nordwesten ab und endet an der A35 road. Vierstreifig ist nur der Abschnitt von Reading bis zur Grenze der Grafschaft Hampshire ausgebaut.